# Yuhi Todome
Yuhi Todome (18 juni 2002) is een Japans wielrenner die in 2024 prof werd bij EF Education-EasyPost.

## Carrière
Als eerstejaars belofte werd Todome tiende in het eindklassement van de driedaagse Ronde van Japan. Wel won hij het jongerenklassement. Op het nationale kampioenschap tijdrijden voor beloften was enkel Shoi Matsuda sneller. Een jaar later, in 2022, won Todome de titel wel: met meer dan een minuut voorsprong op runner-up Taiki Kamimura won de 24 kilometer lange tijdrit. In september van dat jaar won hij het bergklassement in de Ronde van Hokkaido en naam hij deel aan de wereldkampioenschappen in Wollongong.
In 2024 werd Todome prof bij EF Education-EasyPost, dat hem overnam van hun opleidingsploeg.

## Overwinningen
2021
Jongerenklassement Ronde van Japan
2023
 Japans kampioen tijdrijden, Beloften
Bergklassement Ronde van Hokkaido

## Resultaten in voornaamste wedstrijden
|      | \| Jaar \| Milaan-San Remo \| Gent-Wevelgem \| \| ---- \| --------------- \| ------------- \| \| 2024 \| 94e \| opgave \| \| 2025 \| \| opgave \| |               |
| Jaar | Milaan-San Remo | Gent-Wevelgem |
| 2024 | 94e | opgave        |
| 2025 | | opgave        |

### Resultaten in kleinere rondes
| Jaar | Tour Down Under | Ronde van Polen | Renewi Tour |
| ---- | --------------- | --------------- | ----------- |
| 2024 |                 | opgave          | opgave      |
| 2025 | 107e            |                 |             |

## Ploegen
- 2022 –  EF Education-NIPPO Development Team (vanaf 1 juni)
- 2023 –  EF Education-NIPPO Development Team
- 2024 –  EF Education-EasyPost
- 2025 –  EF Education-EasyPost

Amador · Beloki · Bettiol(tot 14/8) · Bissegger · Carapaz · Carr · Carthy · Cepeda · Chaves · Costa · de Bod · Doull · Healy · Honoré · Nerurkar · Piccolo(tot 21/6) · Powless · Quinn · Rafferty · Rootkin-Gray · Rutsch · Ryan · Shaw · Steinhauser · Sweeny · Todome · Urán · Valgren · van den Berg · van der Lee · Hlady (stagiair) · Lovidius (stagiair)